# Carlos A. Giménez
Pour les articles homonymes, voir Carlos Giménez (homonymie).
Carlos A. Giménez, né le 17 janvier 1954 à La Havane (Cuba), est un homme politique américain d'origine cubaine. Membre du Parti républicain, il est maire du comté de Miami-Dade de 2011 à 2020, date à laquelle il est élu à la Chambre des représentants des États-Unis.

## Biographie

### Jeunesse et carrière professionnelle
Carlos Giménez est né en 1954 à Cuba. En 1960, alors que Fidel Castro arrive au pouvoir, sa famille émigre aux États-Unis et s'installe à Miami. Il est diplômé d'un baccalauréat universitaire en administration publique de la Barry University.
Il devient pompier de la ville de Miami en 1975. De 1991 à 2000, il est le chef des pompiers de la municipalité floridienne.
De 2000 à 2003, il est gérant municipal de la ville de Miami, dont il dirige l'administration,. À ce poste, il améliore notamment les finances de la ville.

### Engagement politique à Miami

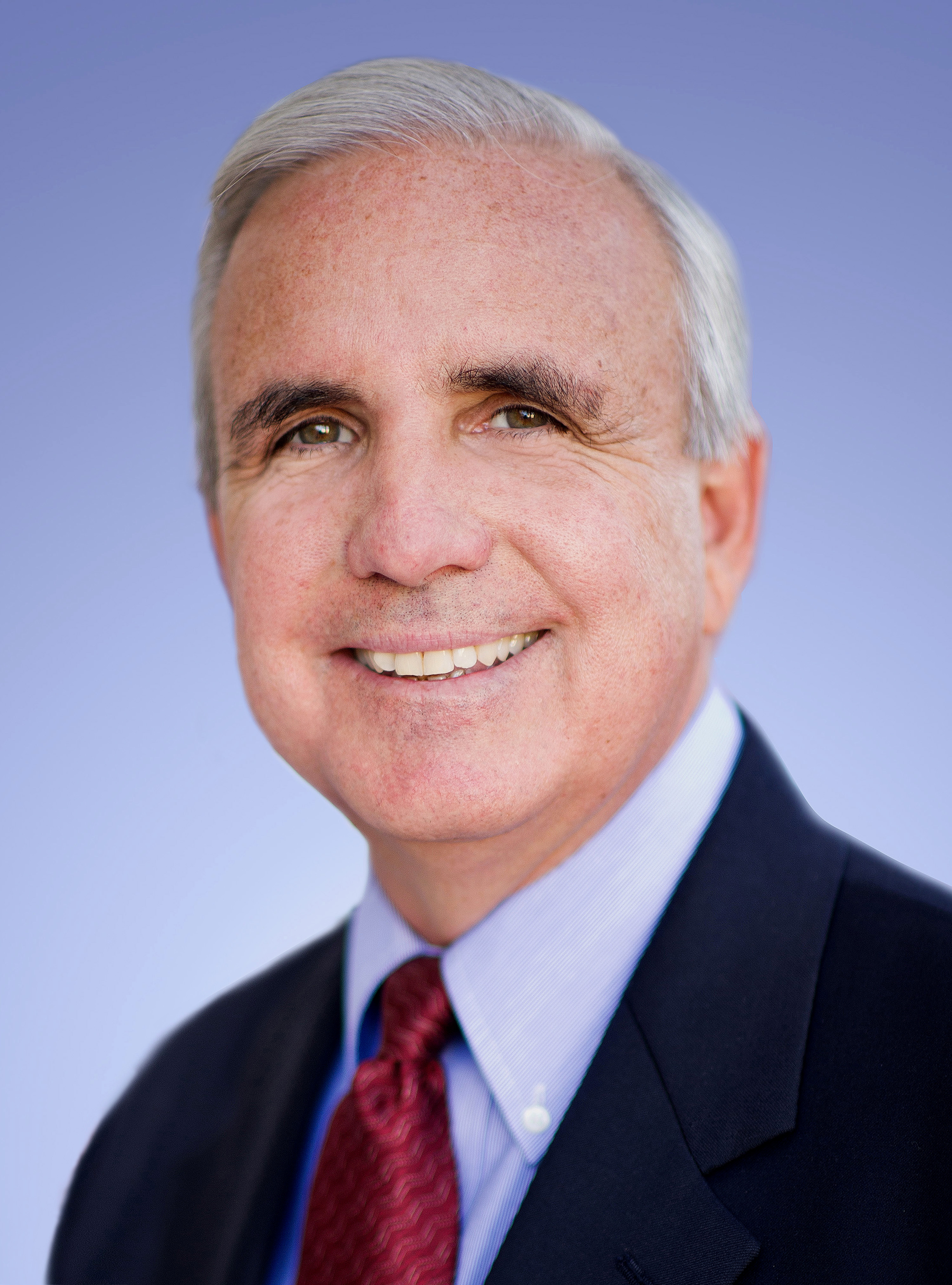
Carlos Giménez en 2011.

Carlos Giménez entre en politique en 2004, lorsqu'il est élu commissaire du comté de Miami-Dade, dans le 7e district du comté, qui inclut Miami. Il est réélu sans opposant en 2008. Au sein de la commission du comté, il s'oppose souvent à l'augmentation des impôts ou des dépenses.
En 2011, il se présente au poste de maire du comté de Miami-Dade, lors d'une élection partielle consécutive au référendum révocatoire contre le précédent maire Carlos Álvarez (en). Au premier tour, il réunit 29 % des suffrages, derrière l'ancien maire de Hialeah Julio Robaina (à 34 %). Au second tour, il bat Robaina avec environ 51 % des voix. Durant sa première année de mandat, il réduit les impôts fonciers et réduit le salaire des fonctionnaires du comté, y compris dans la police. Il est réélu pour un mandat complet l'année suivante, devançant largement son principal adversaire Joe Martinez dès le premier tour (54 % contre 31 %).
En 2016, Giménez est candidat à un second mandat complet à la tête du comté de Miami-Dade. Il arrive largement en tête de l'élection, avec 48 % des voix, mais est contraint à un second tour face à Raquel Regalado (32 %), membre du conseil des écoles du comté. Giménez est facilement réélu au second tour avec environ 56 % des suffrages.
Après deux mandats de maire, il ne peut pas se représenter en 2020. Pendant les derniers mois de son mandat, alors qu'il est candidat au Congrès, il doit notamment gérer la pandémie de Covid-19, par laquelle le comté est particulièrement touché.

### Représentant des États-Unis
Lors des élections de 2020, Carlos Giménez est candidat à la Chambre des représentants des États-Unis dans le 26e district de Floride, détenu par la représentante démocrate Debbie Mucarsel-Powell. La circonscription, dont les électeurs sont à 70 % hispaniques et souvent Cubains, comprend la banlieue sud et ouest de Miami ainsi que les Keys,. Malgré son vote en faveur d'Hillary Clinton en 2016, Giménez reçoit le soutien de Donald Trump en janvier 2020 et mène une campagne pro-Trump. Connu des électeurs, il est considéré comme un bon candidat pour les républicains. Il remporte la primaire républicaine avec 60 % des suffrages face à Omar Blanco, peu connu.
L'élection générale entre Giménez et Mucarsel-Powell est considérée comme la plus serrée de Floride,,,. Les républicains font diffuser des publicités assimilant Mucarsel-Powell à une socialiste et critiquant les liens de son mari avec des entreprises ukrainiennes,. La démocrate fait principalement campagne sur le thème de la santé et attaque les fils de Giménez, qu'elle estime s'être enrichis durant son mandat de maire. À l'issue de la campagne, le 3 novembre 2020, Carlos Giménez est élu représentant des États-Unis avec environ 52 % des voix.  Il profite notamment de la mobilisation de l'électorat cubain en faveur des républicains, Donald Trump remportant avec 6 points d'avance ce district qu'il avait largement perdu lors de l'élection de 2016.

## Positions politiques
Carlos Giménez est considéré comme un républicain modéré, conservateur sur les questions économiques,. Lors de sa campagne de 2020, il soutient l'abrogation de l'Obamacare, le port d'armes à feu et s'oppose à l'instauration d'une taxe carbone.